# Богдан-3355
Богдан-3355 — вантажівка від української корпорації «Богдан». Розроблена на основі Hyundai HD. Повноприводна, колісна формула — 4×4. Має споряджену масу 3 т, вантажопідйомність — до 2 т.

## Історія
У 2015—2017 роках корпорація «Богдан» пропонувала на заміну ГАЗ-66 для потреб української армії свою модель Богдан-3373, проте ця модель не зустріла інтересу в Збройних силах. У 2016 році корпорація пропонувала й цивільну версію Hyundai HD65.
У 2019 році було представлено більш реальну заміну ГАЗ-66 — Богдан-3355. На відміну від моделі Богдан-3373, який мав кабіну JAC, Богдан-3355 має оригінальну кабіну Hyundai HD. Вантажівка отримала посилене шасі. Також, вона отримала колеса більшого розміру у порівнянні з попередньою моделлю – 305\80R18 замість 75/16-12PR.
Вантажівка була представлена на виставці «Зброя та безпека» 2019 року.

## Тактико-технічні характеристики
- споряджена маса — 3 тонни
- вантажопідйомність — до 2 тонн
- довжина — 6050 мм
- висота — 2700 мм
- двигун — D4DC
  - потужність — 120 к.с.
  - об'єм — 3,9 літрів
  - витрата палива — 19 літрів на 100 км
- запас ходу — 500 км
- трансмісія — роздаточна коробка з понижувальним рядом
- колеса — 305\80R18